# Jesse James Rutherford
Jesse James Rutherford (ur. 21 sierpnia 1991 w Newbury Park) – amerykański aktor, muzyk, autor tekstów i wokalista, założyciel zespołu The Neighbourhood.

## Życiorys

### Wczesne lata
Urodził się i dorastał w Newbury Park w Kalifornii. Wczesna śmierć jego ojca dotknęła go jako dziecko.

### Kariera aktorska
W 1999, w wieku 8 lat rozpoczął karierę w branży rozrywkowej i zaczął pojawiać się w małych rolach w reklamach. Wystąpił w reklamie telewizyjnej kanału Hallmark jako Jack, starszy brat Charliego (Ethan Dampf). Pojawił się w operze mydlanej CBS Żar młodości (The Young and the Restless) jako Daniel oraz jednym z odcinków serialu Star Trek: Enterprise – pt. „Marauders” (2002) jako Q’Ell. Brał udział w programach typu talent show, podszywając się pod Elvisa Presleya czy *NSYNC.
Trafił do obsady komediodramatu Stephena Hereka Co za życie (Life or Something Like That, 2002) w roli Tommy’ego, syn Pete’a (Edward Burns) u boku Angeliny Jolie, dramatu kryminalnego Ted Bundy: Bezlitosny morderca (2002) z Michaelem Reillym Burkiem oraz komedii Dickie Roberts: Kiedyś gwiazda (Dickie Roberts: Former Child Star, 2003) z Davidem Spade’em.

### Kariera muzyczna
W 2011 Rutherford postanowił założyć swój własny zespół muzyczny, The Neighbourhood, w którego skład weszli: gitarzyści Jeremy Freedman i Zach Abels, basista Mikey Margott i perkusista Bryan Sammis.
W 2012 formacja wydała dwa pierwsze single: „Sweater Weather”, który w czerwcu 2013 zdobył pierwsze miejsce na alternatywnej liście magazynu Billboard, i „Female Robbery”. W tym samym roku ukazały się dwie EP-ki grupy: I'm Sorry i Thank You.
W kwietniu 2013 ukazał się ich debiutancki album pt. I Love You, który zadebiutował na 39. miejscu na amerykańskiej liście najchętniej kupowanych albumów według magazynu Billboard. Rok później zespół rozpoczął swoją pierwszą międzynarodową trasę koncertową, zatytułowaną Le Tour Noir.
W 2014 zespół wydał swój kolejny singiel „Honest”, który trafił na ścieżkę dźwiękową filmu Niesamowity Spider-Man 2. W grudniu 2014 Rutherford został aresztowany na lotnisku w New Jersey za posiadanie narkotyków po tym, jak agenci Transportation Security Administration (TSA) zobaczyli go próbującego odrzucić torbę marihuany.
W 2015 ukazał się drugi album zespołu pt. Wiped Out!.
W 2017 Jesse Rutherford wydał solowy album pt. &., który promowały single: „Drama”, „Blame” i „Born to Be Blonde”.

## Filmografia

### Filmy
- 2000: Life or Something Like That − Tommy, syn Pete’a
- 2000: Ted Bundy
- 2003: Dickie Roberts: Former Child Star

### Seriale TV
- 2002: Star Trek: Enterprise − Q'Ell
- Żar młodości (The Young and the Restless) – Daniel